# Az-Zawija (gmina w Libii)
Az-Zawija (arab. الزاوية, Al-Zāwiyah) – gmina w Libii ze stolicą w Az-Zawii.
Liczba mieszkańców – 291 tys.
Kod gminy – LY-ZA (ISO 3166-2).
Az-Zawija graniczy z gminami:
- Trypolis – wschód
- Al-Dżifara – południe
- Jafran wa-Dżadu – południowy zachód
- Sabrata wa-Surman – zachód